# Alexander Erskine, 3. Lord Erskine
Alexander Erskine, 3. Lord Erskine (* vor 1450; † zwischen 10. März 1507 und 10. Mai 1509), war ein schottischer Adliger.

## Leben
Sein Vater war Thomas Erskine, 2. Lord Erskine, seine Mutter war Janet Douglas.
Mit dem Tod seines Vaters, spätestens 1493, übernahm er dessen Titel 3. Lord Erskine. De jure stand ihm auch der Titel 15. Earl of Mar (erster Verleihung) zu, er hat diesen zu Lebzeiten jedoch nie geführt. Dieser Titel wurde ihm erst posthum per Urkunde am 23. Juni 1565 bestätigt.
König Jakob IV. berief ihn um 1500 in den Geheimen Kronrat. Zu dieser Zeit ist er auch als Nachfolger von Patrick Hepburn, 1. Earl of Bothwell als Gouverneur von Dumbarton Castle geführt.

## Ehen und Nachkommen
Er war zweimal verheiratet. 
In erster Ehe war er spätestens am 9. Oktober 1466 mit Christian Crichton, Witwe des Sir Robert Colville, Tochter des Robert Crichton of Sanquhar, verheiratet. Aus dieser Ehe hatte er drei Kinder:
- Robert Erskine, 4. Lord Erskine († 1513),
- Christian Erskine, ⚭ David Stewart of Rosyth,
- Agnes Erskine, ⚭ Sir William Menteith of Wester Kerse.

Nachdem seine erste Gattin 1477/78 gestorben war, hatte er spätestens am 15. Juli 1480 in zweiter Ehe Helen Home († nach 1512), Witwe des Adam Hepburn, Master of Hailes († um 1479), Tochter des Alexander Home, 1. Lord Home, geheiratet. Diese Ehe blieb kinderlos.